# Skeleton-America’s-Cup 2008/09
In der Saison 2008/09 wurde der America’s Cup der Skeletonfahrer zum neunten Mal ausgetragen. In dieser Saison bestand die Wettkampfserie aus acht Rennen, die in jeweils vier Doppelveranstaltungen ausgetragen wurden. Die ersten drei Doppelveranstaltungen wurden vor der Saison im Skeleton-Weltcup 2008/09 durchgeführt, die letzte folgte am Ende der Saison. Somit bildete der America’s Cup den Auftakt und das Ende der internationalen Skeleton-Saison.
Startberechtigt waren jeweils fünf Athleten und Athletinnen der kanadischen, US-amerikanischen und japanischen Verbände sowie vier Starter aus Südkorea (nur bei den Männern), Australien und Neuseeland. Allen nicht schon aufgeführten Ländern des amerikanischen Doppelkontinents, Asiens und Australien und Ozeaniens standen jeweils drei Startplätze zu. Den restlichen Ländern aus Europa und Afrika waren jeweils zwei Startplätze erlaubt. Für einen Sieg erhielt ein Athlet 75 Punkte, die folgenden Starter entsprechend weniger. Alle Punkte gingen in eine Gesamtwertung ein, die aus den vier Rennserien Weltcup, Intercontinentalcup sowie Europa- und America’s Cup gespeist wurde, das FIBT-Skeleton-Ranking 2008/09. Während Starter aus der Schweiz schon seit dem Beginn der Serie aktiv waren, griffen Starter aus Deutschland erst ab der dritten Station und Österreicher gar nicht in den Wettbewerb ein.

## Männer

### Veranstaltungen
| Datum             | Ort         | Sieger           | Zweiter              | Dritter              |
| ----------------- | ----------- | ---------------- | -------------------- | -------------------- |
| 31. Oktober 2008  | Park City   | Zach Lund        | Matthew Antoine      | Caleb Smith          |
| 1. November 2008  | Park City   | Eric Bernotas    | John Daly            | Caleb Smith          |
| 7. November 2008  | Calgary     | Kevin Ellis      | Grégory Saint-Géniès | Yuzuru Hanyūda       |
| 8. November 2008  | Calgary     | Kevin Ellis      | Yuzuru Hanyūda       | Grégory Saint-Géniès |
| 21. November 2008 | Lake Placid | Frank Rommel     | Matthew Antoine      | John Daly            |
| 22. November 2008 | Lake Placid | Sandro Stielicke | Matthew Antoine      | Frank Rommel         |
| 2. April 2009     | Lake Placid | Chris Burgess    | Luke Schulz          | Grégory Saint-Géniès |
| 3. April 2009     | Lake Placid | Luke Schulz      | Chris Burgess        | John Daly            |

### Männer-Einzelwertung
| Platz | Sportler             | Land               | Punkte |
| ----- | -------------------- | ------------------ | ------ |
| 1     | Grégory Saint-Géniès | Frankreich         | 410    |
| 2     | Luke Schulz          | Vereinigte Staaten | 311    |
| 3     | Yuzuru Hanyūda       | Japan              | 258    |
| 4     | Cho In-ho            | Südkorea           | 238    |
| 5     | Tatsuro Matsubara    | Japan              | 214    |
| 6     | Hiroshi Andoh        | Japan              | 213    |
| 7     | John Daly            | Vereinigte Staaten | 211    |
| 8     | Hiroatsu Takahashi   | Japan              | 206    |
| 9     | Kevin Ellis          | Vereinigte Staaten | 200    |
| 10    | Matthew Antoine      | Vereinigte Staaten | 195    |

## Frauen

### Veranstaltungen
| Datum             | Ort         | Sieger             | Zweiter           | Dritter           |
| ----------------- | ----------- | ------------------ | ----------------- | ----------------- |
| 31. Oktober 2008  | Park City   | Katie Uhlaender    | Tionette Stoddard | Courtney Yamada   |
| 1. November 2008  | Park City   | Desirée Bjerke     | Noelle Pikus-Pace | Keslie Tomlinson  |
| 7. November 2008  | Calgary     | Rebecca Sorensen   | Desirée Bjerke    | Anne O’Shea       |
| 8. November 2008  | Calgary     | Tionette Stoddard  | Desirée Bjerke    | Anne O’Shea       |
| 21. November 2008 | Lake Placid | Kerstin Szymkowiak | Anne O’Shea       | Anja Huber        |
| 22. November 2008 | Lake Placid | Anja Huber         | Anne O’Shea       | Keslie Tomlinson  |
| 2. April 2009     | Lake Placid | Anne O’Shea        | Rebecca Sorensen  | Tionette Stoddard |
| 3. April 2009     | Lake Placid | Tionette Stoddard  | Anne O’Shea       | Rebecca Sorensen  |

### Frauen-Einzelwertung
| Platz | Sportler          | Land               | Punkte |
| ----- | ----------------- | ------------------ | ------ |
| 1     | Anne O’Shea       | Vereinigte Staaten | 420    |
| 2     | Tionette Stoddard | Neuseeland         | 370    |
| 3     | Rebecca Sorensen  | Vereinigte Staaten | 366    |
| 4     | Desirée Bjerke    | Norwegen           | 255    |
| 5     | Rindy Anne Loucks | Jamaika            | 210    |
| 6     | Amilia Wallace    | Australien         | 202    |
| 7     | Keslie Tomlinson  | Vereinigte Staaten | 200    |
| 8     | Katharine Eustace | Neuseeland         | 196    |
| 9     | Jaclyn LaBerge    | Kanada             | 189    |
| 10    | Nozomi Komuro     | Japan              | 175    |